# Jakóbski vs. Polska
Sprawa Jakóbski przeciwko Polsce – sprawa wywodząca się ze skargi nr 18429/06 wniesionej 27 kwietnia 2006 roku przez Janusza Jakóbskiego przeciwko Rzeczypospolitej Polskiej do Europejskiego Trybunału Praw Człowieka na podstawie artykułu 34 Konwencji o Ochronie Praw Człowieka i Podstawowych Wolności.
Składający skargę wystąpił z zarzutem naruszenia przez Polskę artykułu 9 Konwencji, gwarantującego wolność religijną, poprzez niezapewnienie posiłków bezmięsnych buddyście odbywającemu karę pozbawienia wolności. Rząd polski przed Trybunałem był reprezentowany przez Jarosława Wołąsiewicza z Ministerstwa Spraw Zagranicznych. Wyrok został wydany przez Europejski Trybunał Praw Człowieka na posiedzeniu zamkniętym 16 listopada 2010 roku w składzie siedmiu sędziów, a opublikowany 7 grudnia 2010 roku.

## Stan faktyczny
Janusz Jakóbski od 2003 roku odbywał w Zakładzie Karnym w Goleniowie karę ośmiu lat pozbawienia wolności za gwałt. Skarżący kilkakrotnie ubiegał się o podawanie mu posiłków bezmięsnych z uwagi na dietetyczne nakazy jego religii – twierdził, że jest buddystą i ściśle przestrzega buddyjskich zasad dietetycznych nazywanych Mahajana, które nakazują powstrzymywanie się od spożywania mięsa. W 2006 roku lekarz więzienny stwierdził, że należy umieścić skarżącego na diecie bezmięsnej ze względu na jego problemy zdrowotne. Na okres trzech miesięcy przyznano mu dietę pozbawioną wieprzowiny, czyli tak zwaną dietę PK, która zawierała bardzo niewielkie ilości mięsa. Po upływie tego czasu lekarz, który go wcześniej badał stwierdził, że nie ma dalszych medycznych potrzeb uzasadniających utrzymywanie tej diety. Skarżący sprzeciwił się temu i zagroził strajkiem głodowym. Zmuszony był otrzymywać posiłki, które następnie wyrzucał, ponieważ odmowa ich przyjmowania potraktowana byłaby jako podjęcie strajku głodowego, co z kolei mogłoby skutkować karą dyscyplinarną. Musiał polegać na paczkach żywnościowych otrzymywanych od rodziny.
W czerwcu 2006 skarżący wystąpił do Prokuratury Rejonowej w Goleniowie o wszczęcie postępowania karnego przeciwko pracownikom Zakładu Karnego w Goleniowie ze względu na ignorowanie jego wielokrotnych próśb o zapewnienie mu diety bezmięsnej. Prokurator rejonowy umorzył postępowanie karne dotyczące tych zarzutów. Misja Buddyjska w Polsce skierowała do władz więziennych list popierający wystąpienie Jakóbskiego o dietę bezmięsną. Uzasadniała to tym, że buddyści w sytuacji, gdy zmuszeni są spożywać mięso stają przed poważnym problemem natury moralnej. Zgodnie z obowiązującymi zasadami powinni oni unikać spożywania mięsa, przez co okazują oni współczucie dla wszystkich żyjących istot. W sierpniu 2006 roku skarżący złożył kolejny wniosek do prokuratury o wszczęcie postępowania karnego przeciw strażnikom więziennym, którzy dokonali ingerencji w jego przekonania religijne przez to, że używali w stosunku do Misji Buddyjskiej w Polsce określenia „sekta”, a ponadto wrzucili oni do toalety religijne publikacje należące do niego. Prokurator rejonowy ponownie odmówił wszczęcia postępowania karnego ze względu na to, że zarzuty skarżącego były bezpodstawne. W 2009 roku Jakóbski został przeniesiony do Zakładu Karnego Nowogard, gdzie również wystąpił o wydawanie mu posiłków bezmięsnych z uwagi na wymagania dietetyczne jego wyznania. Prośba ta została odrzucona.
W 2009 Rzecznik Praw Obywatelskich, w odpowiedzi na skargę skarżącego, stwierdził, że władze więzienne nie są zobowiązane przygotowywać specjalnych posiłków uwzględniających zróżnicowane wymagania dietetyczne. Z uwagi na fakt, że skarżący był jedynym buddystą w tym zakładzie karnym, stanowiłoby zbyt duże obciążenie dla władz więziennych.

## Stanowisko skarżącego
Jakóbski wystąpił z zarzutem, że władze więzienne poprzez odmowę zapewnienia mu bezmięsnej diety zgodnej z jego przekonaniami religijnymi naruszyły jego prawo do uzewnętrzniania swojego wyznania poprzez przestrzeganie zasad religii buddyjskiej. Skarżący powoływał się na art. 9 Konwencji, która stwierdza, że państwo ma obowiązek poszanowania i wspierania wolności jednostki w praktykowaniu swojego wyznania, a jakiekolwiek ograniczenia w tym zakresie mogą być nałożone jedynie w interesie bezpieczeństwa publicznego, ochrony porządku publicznego, zdrowia i moralności oraz wolności innych osób. Według Jakóbskiego przestrzeganie zasad wegetarianizmu nie mogło zostać uznane za zagrożenie dla bezpieczeństwa publicznego, zdrowia, moralności ani praw i wolności innych osób.

## Stanowisko rządu
Rząd oponował przeciwko twierdzeniom skarżącego, podkreślając m.in., że skarżący, choć powinien, nie skorzystał z drogi o charakterze kompensacyjnym, które są przewidziane polskim prawem cywilnym. Przyznano jednak, że co do zasady zalecenia w sprawie posiłków mogą być istotnym elementem wyznania i jako takie winny być uznane za element wolności uzewnętrzniania wyznania i objęte ochroną art. 9 Konwencji. Rząd polski wskazał także, że według definicji przedstawionej przez Wielką Encyklopedię PWN oraz Wikipedię, buddyści są zachęcani do niejedzenia mięsa, ale nie ma to związku koniecznego między buddyzmem mahajana a wegetarianizmem. Podnoszono także, że nie ma obowiązku opartego na prawie polskim dostarczania osadzonym tego typu posiłków, a dostarczenie owego posiłku każdemu zgodnego z jego przekonaniami byłoby zbyt kosztowne i zbyt skomplikowane. Zdaniem rządu dieta, jaka została przyznana skarżącemu mniej więcej odpowiadała wymaganiom określonym przez zasady jako religii.

## Ocena Trybunału w sprawie
Trybunał zaznaczył, że art. 9 Konwencji wyszczególnia różne formy, jakie może przybierać uzewnętrznianie przez jednostkę swojego wyznania lub przekonań, a mianowicie modlitwa, nauczanie, praktykowanie oraz czynności rytualne. Buddyzm jest jedną z głównym religii światowych, a przestrzeganie zasad dietetycznych może zostać uznane jako bezpośredni sposób wyrażania w praktyce swojego wyznania w rozumieniu art. 9 Konwencji. Odmowa władz więziennych zapewnienia skarżącemu diety wegetariańskiej wchodzi w zakres objęty tym artykułem. Trybunał zauważa, że posiłki, których domagał się skarżący, nie musiały być przygotowywane, gotowane ani podawane w jakiś szczególny sposób, w związku z czym nie spowodowałoby to zakłócenia procesu zarządzania zakładem karnym czy też obniżenia standardu posiłków podawanych pozostałym więźniom. Rekomendacja dotycząca Europejskich Reguł Więziennych zaleca podawanie więźniom posiłków uwzględniających ich wyznanie. ETPC zwraca uwagę w swoich wyrokach na wagę tej rekomendacji, pomimo jej nieobowiązującego charakteru. W związku z powyższym Trybunał stwierdził, że władze polskie nie zdołały dokonać sprawiedliwego wyważenia pomiędzy interesami władz więziennych a interesami skarżącego.
W związku z powyższym Trybunał jednogłośnie uznał wniosek Jakóbskiego za dopuszczalny i stwierdził, że nastąpiło naruszenie art. 9 Konwencji o Ochronie Praw Człowieka i Podstawowych Wolności. Dodatkowo zasądził na rzecz skarżącego od rządu polskiego kwotę 3000 EUR plus podatek, jaki może podlegać naliczeniu – z tytułu szkody niepieniężnej oraz kwotę 187 EUR z tytułu kosztów i wydatków, przeliczoną na złote polskie po kursie obowiązującym w dniu rozliczenia.
Wyrok sporządzono w języku angielskim.